# Euxoa subdecora
Euxoa subdecora là một loài bướm đêm trong họ Noctuidae.